# Guido van Rossum
Guido van Rossum (hollandsk udtale:[ˈɣido vɑn ˈrɔsʏm, -səm], født 31. januar 1956) er en hollandsk programmør, bedst kendt for at skrive Python programmeringssproget. I Python fællesskabet er han kendt som "Benevolent Dictator For Life" (BDFL), som betyder at han fortsat vil følge Pythons udvikling og tage beslutninger hvor det er nødvendigt. Han var medarbejder hos Google fra 2005 til 7. december 2012, hvor han brugte halvdelen af sin tid på at udvikle Python. I januar 2013 blev han ansat hos Dropbox.

## Biografi
Van Rossum blev født og voksede op i Holland. Han fik sin uddannelse (Matematik og Datalogi) ved Amsterdams Universitet i 1982. Senere arbejdede han for forskellige forskningsinstitutter, bl.a. Ducth Centrum Wiskunde & Informatica (CWI), Amsterdam, the United States National Institute of Standards and Technology (NIST), Gaithersburg, Maryland og the Corporation for National Research Initiatives (CNRI), Reston, Virginia. Han har selv sagt på Twitter at 'van' i hans navn aldrig staves med stort bogstav.

## Personligt liv
Guido van Rossum er Just van Rossum's bror, en type designer og programmør. Just van Rossum designede skrifttypen der bliver brugt i "Python Powered" logoet. Guido bor i Belmont, Californien med sin kone, Kim Knapp, og deres søn, Orlijn.

## Arbejde
Mens han arbejdede hos the Stichting Mathematisch Centrum (CWI), skrev han og udgav en glob() rutine til BSD Unix i 1986. Van Rossum arbejdede også med udviklingen af ABC-programmeringssproget. Han udtaler senere "Jeg prøver at berette om ABC's indflydelse da jeg er taknemmelig for alting jeg lærer under det projekt og folkene der arbejdede på det." Han lavede også den tidlige Grail webbrowser som blev skrevet i Python og deltog i diskussioner omkring HTML's standarder.

### Python
Verdrørende Pythons oprindelse skrev van Rossum i 1996:
For over seks år siden, i december 1989, ledte jeg efter et "hobby" programmeringsprojekt der ville holde mig optaget i ugen omkring jul.
Mit kontor... ville have været lukket, men jeg havde en hjemmecomputer og ikke meget andet at lave. Jeg besluttede mig for at skrive en interpreter til det nye scriptingsprog som jeg havde tænkt på på det seneste: En efterkommer til ABC der ville appellere til Unix/C hackere.
Jeg valgte Python som titlen for projektet, fordi jeg var i et respektløst humør (og en stor fan af Monty Python's Flying Circus).
I 2000 skrev han:
Pythons forgænger, ABC, var inspireret af SETL - Lambert Meertens brugte et år ved SETL gruppen i NYU før han innoverede ABC